# Mochizuki Tatsuya
Tatsuya Mochizuki (望月 達也, sinh ngày 20 tháng 4 năm 1963) là một huấn luyện viên và cựu cầu thủ bóng đá người Nhật Bản.

## Sự nghiệp Huấn luyện viên
Tatsuya Mochizuki đã dẫn dắt Avispa Fukuoka, Shonan Bellmare, Vegalta Sendai và Kawasaki Frontale.